# Ann Gillespie
Ann Gillespie is een voormalig Amerikaans actrice.
Gillespie begon haar carrière in 1981, toen ze de rol van Siobhan Ryan kreeg in de soapserie Ryan's Hope. Deze bleef ze een jaar lang spelen. In 1983 maakte ze haar filmdebuut met een kleine rol in Lovesick.
Na gastrollen in Hotel, Happy Days, My Two Dads, Matlock en Star Trek: The Next Generation, kreeg Gillespie in 1990 de rol van Jackie Taylor in het tienerdrama Beverly Hills, 90210. Ze speelde de terugkerende rol van de moeder van Kelly Taylor gedurende tien jaar lang en was in totaal 55 afleveringen te zien.
Van 1993 tot en met 1995 had Gillespie ook een terugkerende rol in Star Trek: Deep Space Nine. Na gastrollen in ER, 7th Heaven en Diagnosis Murder, kreeg ze in 1999 een vaste rol in de soapserie Sunset Beach. Deze werd echter al hetzelfde jaar van de buis gehaald. Later zou ze nog gastrollen krijgen in Gilmore Girls en Judging Amy.
In 2008 maakte Gillespie, na zeven jaar afwezigheid, opnieuw een televisieverschijning. Ze keert terug als Jackie Taylor in 90210, de opvolger van Beverly Hills, 90210.